# Indrella ampulla
Indrella ampulla é uma espécie de gastrópode terrestre indo-malaio da família Ariophantidae. Foi nomeada por Benson, em 1850, sendo a única espécie de seu gênero (táxon monotípico).

## Descrição da concha e hábitos
Esta espécie de caracol florestal, mais ativa durante os períodos noturnos e de umidade, apresenta conchas ovais, oblíquas e globosas, com espiral baixa e com poucas voltas. Chegam a pouco mais de 6 centímetros em sua maior largura e são caracterizadas por sua superfície lisa e verde-oliva, quase negra, e por sua delicadeza, pois estas conchas são constituídas em sua maioria por proteínas e pouco por carbonato de cálcio. Não possuem umbílico, apresentando o lábio externo fino.

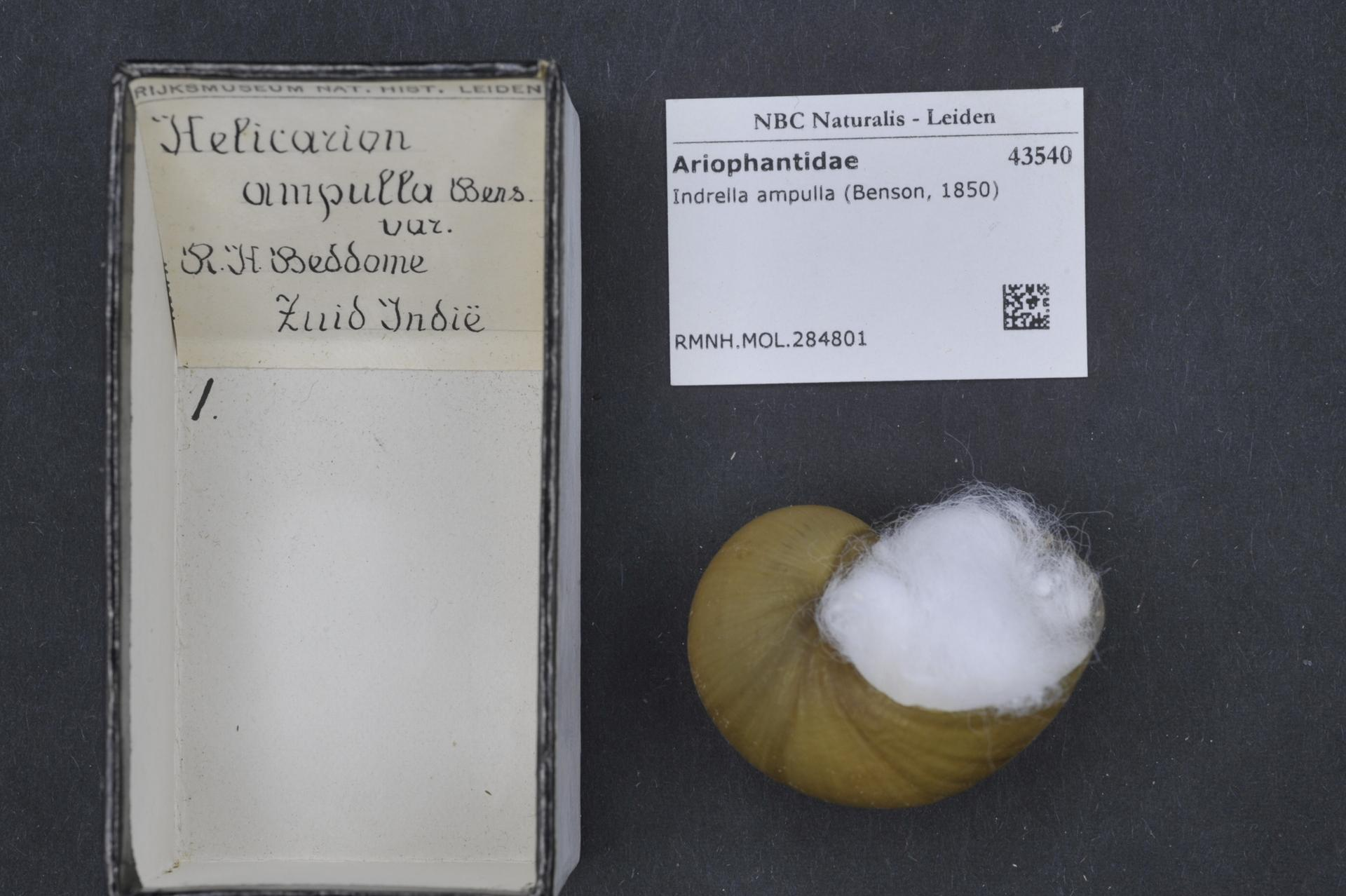
Concha de I. ampulla (Benson, 1850), em um museu e com algodão em sua abertura. Observe a ausência do umbílico.

## Descrição do animal e alimentação
O animal de Indrella ampulla possui coloração diversificada, podendo ir do vermelho ao amarelo pálido. A sola do seu pé (dispositivo de locomoção ventral) é indivisível e muito lisa e ele não consegue se retrair totalmente para dentro de sua concha.
Sua alimentação consiste em substâncias vegetais apodrecidas e fungos. A. P. Kinloch encontrou este molusco se alimentando de frutos de Artocarpus heterophyllus ("jaqueira") e também sobre fungos não identificados.

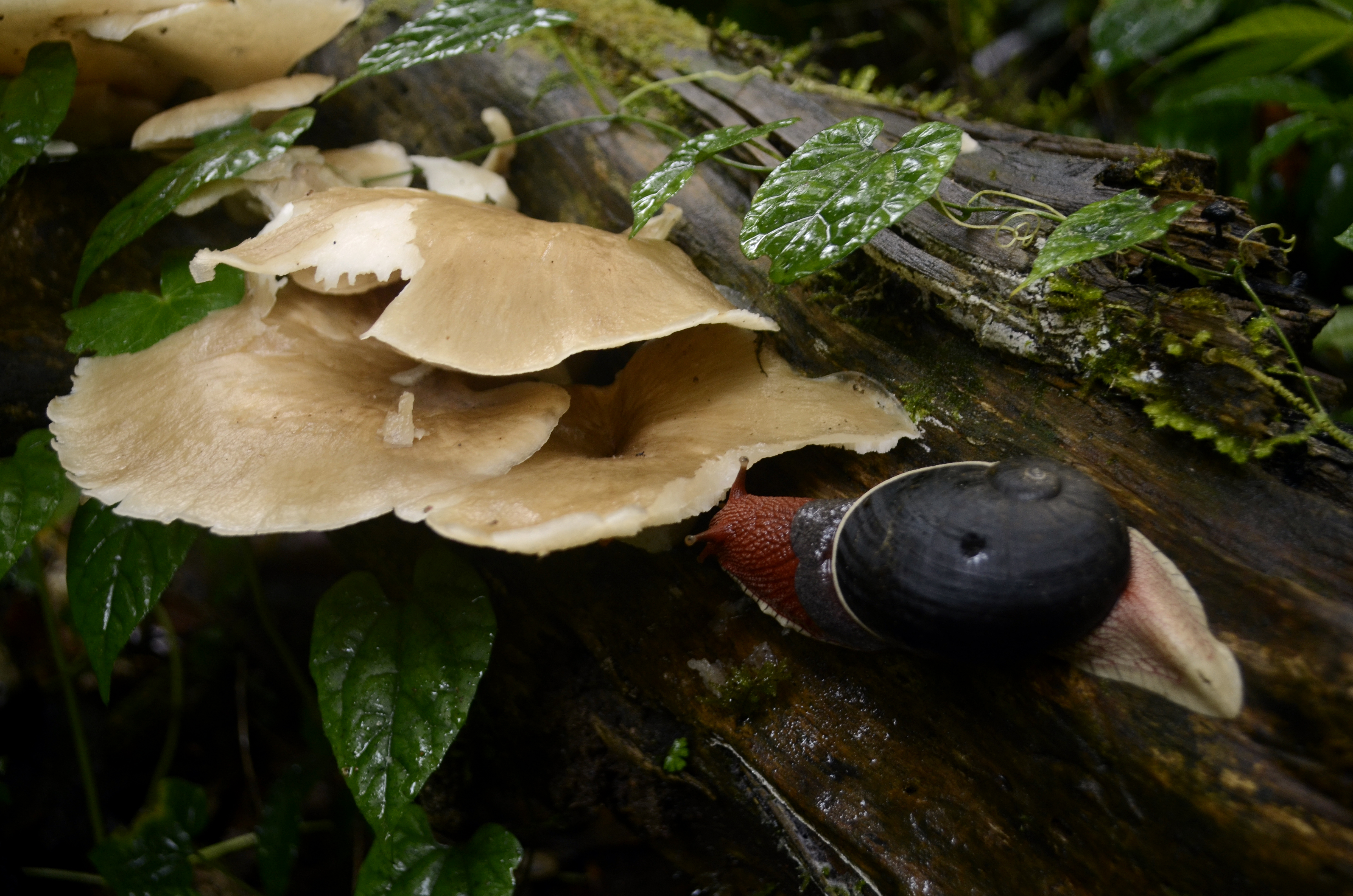
Animal de I. ampulla (Benson, 1850) alimentando-se de fungos da floresta.

## Distribuição geográfica
Indrella ampulla é uma espécie endêmica do sudoeste da Índia, ocorrendo na região dos Gates Ocidentais.